# 宝興県
宝興県（ほうこう-けん）は中華人民共和国四川省雅安市に位置する県。近年、新たな水力発電所が建設されている。

## 地理
210省道（四川）沿いに東河が流れ、途中で西河と合流し青衣江へと続く。大渡河、岷江と合流し長江水系へ連なって行く河川である。

## 行政区画
- 鎮:穆坪鎮、霊関鎮、隴東鎮
- 郷:蜂蛹寨郷、五竜郷、大渓郷
- 民族郷:磽磧チベット族郷

## 名所・旧跡・観光スポット
- 四川省のジャイアントパンダ保護区

7箇所の自然保護区と9箇所の風景名称区から構成されている。1975年に、「蜂桶寨自然保護区」（英称:Fengtongzhai Nature Reserve）として宝興県域内が自然保護区の一つとして指定されている。また、1995年には「夾金山風景名勝区」（英称:Mt. Jiajin Scenic Park）として風景名称区にも指定されている。

## 交通
道路
国道
- G351国道（中国語版）

省道
- 210省道

## 健康・医療・衛生
- 宝興県人民医院
- 宝興県防疫站